# 硝化反应
硝化是向有机化合物分子中引入硝基（－NO2）的过程，硝基就是硝酸失去一个羟基形成的一价的基团。芳香族化合物硝化的反應机理為：硝酸的－OH基被質子化，接著被脫水劑脫去一分子的水形成硝酰正离子（nitronium ion，NO2+）中間體，最後和苯環行親電芳香取代反應，並脫去一分子的氫離子。機理如下：

在此種的硝化反應中芳香環的電子密度會決定硝化的反應速率，當芳香環的電子密度越高，反應速率就越快。由於硝基本身為一個親電體，所以當進行一次硝化之後往往會因為芳香環電子密度下降而抑制第二次以後的硝化反應。必須要在更劇烈的反應條件（例如：高溫）或是更強的硝化劑下進行。
常用的硝化剂主要有浓硝酸、发烟硝酸、浓硝酸和浓硫酸的混酸或是脫水劑配合硝化劑。
脫水劑：濃硫酸、冰醋酸、乙酐、五氧化二磷
硝化劑：硝酸、五氧化二氮（N2O5）
有机化合物经硝化后颜色会加重，如果引入多个硝基，其氧化功能会非常强，因此成为爆炸性物质。如黄色炸药TNT就是甲苯经硝化生成的三硝基甲苯；苯经硝化制得产品为硝基苯，是制造染料的原料；甲烷经气相硝化得到硝基甲烷，是一种火箭燃料；纤维经硝化形成一种透明塑料-赛璐珞，最早用来制造电影胶片，后来因为极其易燃，经常引起电影院火灾，已经被淘汰。